# 다카마쓰 심벌 타워

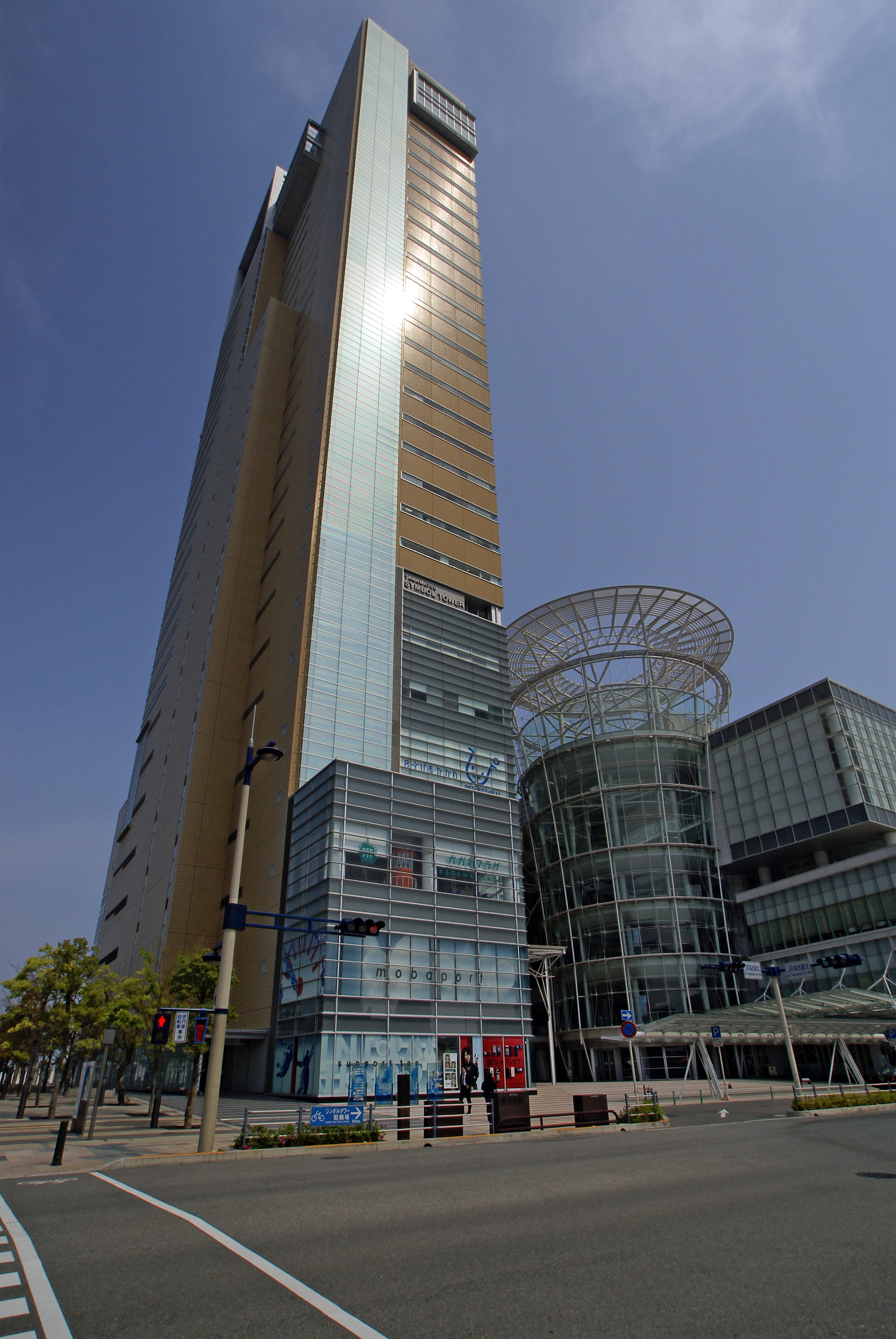
다카마쓰 심벌 타워

다카마쓰 심벌 타워(일본어: 高松シンボルタワー 다카마쓰신보루타와[*])는 일본 가가와현 다카마쓰시 선포트 다카마쓰에 있는 고층 건물이다. 시코쿠 지방에서 제일 높은 건물이다. 선포트 다카마쓰의 핵심을 담당하는 재개발 빌딩으로서 2004년에 완공되었다. 사무실, 상업시설, 이벤트홀 등을 보유한 복합상업시설로 심볼타워 개발 주식회사가 소유하고 있다. 타워동의 9층에서 28층까지는 임대 사무실로 사용되고 있어 시코쿠 지방의 경제 거점 중 하나이다.